# Naaldvisachtigen
De naaldvisachtigen (Ophidiiformes) vormen een orde van straalvinnige vissen.

## Taxonomie
De orde omvat enkele in de diepzee levende soorten, waaronder de diepst bekende, de Abyssobrotula galatheae, gevonden op 8370 meter diepte in de Trog van Puerto Rico.
De families vorskwabben (Ranicipitidae) en euclas (Euclichthyidae) werden eerder ingedeeld in deze orde maar worden nu ingedeeld binnen de kabeljauwachtigen (Gadiformes), waarbij de vorskwabben zijn opgenomen binnen de familie kabeljauwen (Gadidae) als geslacht Raniceps.

## Families
- Carapidae D. S. Jordan & Fowler, 1902
- Ophidiidae Rafinesque, 1810
- Bythitidae T. N. Gill, 1861
- Aphyonidae D. S. Jordan & Evermann, 1898
- Parabrotulidae